# Un'avventura (filme)
Uma aventura (em italiano, Un'avventura) é um filme italiano de 2019 dirigido por Marco Danieli, estrelado por Michele Riondino e Laura Chiatti.
O filme é inspirado à canção omonima de Lucio Battisti e à outras do casal artistico Battisti-Mogol. Este último desempenha o papel de consultor artístico no filme.

## Premios
- 2019: Filming Italy Best Movie Award[2]

- Melhor atora: Laura Chiatti